# Albrecht Schweppe
Albrecht Schweppe (* 21. Mai 1783 in Nienburg/Weser; † 23. Mai 1829 in Lübeck) war ein deutscher Rechtshistoriker und Instanzrichter des frühen 19. Jahrhunderts.
Schweppe studierte ab 1800 Rechtswissenschaften an der Georg-August-Universität Göttingen und wurde dort mit seiner Dissertation De querela inofficiosi testamenti 1803 zum Dr. iur. promoviert. Er war zunächst als Privatdozent in Göttingen tätig und erhielt 1805 einen Ruf nach Kiel, wo er 1805 außerplanmäßiger und 1814 ordentlicher Professor wurde. 1818 erhielt er den Ruf, als ordentlicher Professor nach Göttingen zurückzukehren. In Göttingen las er abwechselnd im Winter Rechtsgeschichte und Zivilprozessrecht und im Sommer die Pandekten auf der Grundlage seines 1806 veröffentlichten eigenen Systems.
1822 wurde er Richter am Oberappellationsgericht der vier Freien Städte in Lübeck und blieb dort bis zu seinem frühen Tod.

## Schriften
- De querela inofficiosi testamenti (Dissertation), Göttingen 1803
- Entwurf eines Systems der Pandekten, 1806; 3. Auflage 1812
- Das System des Concurses der Gläubiger, 1812, 2. Auflage 1824
- Römische Rechtsgeschichte und Rechtsalterthümer, 1822 und 1826
- System des römischen Privatrechts, 1814–15; 2. u. 3. Auflage 1819 und 1822; 4. Auflage Teil 1 und 2 1828, die folgenden 3 Teile (3–5) wurden nach seinem Tod von Johann Wilhelm Mejer 1830, 1832 und 1833 veröffentlicht.